# 130e quartier d'Irkoutsk
Le 130e quartier (en russe : 130-й кварта́л), également nommé Irkoutskaïa Sloboda (en russe : Ирку́тская слобода́), est un quartier récent et animé de l'arrondissement d'Octobre à Irkoutsk, commerçant, qui fut construit à l'occasion du 350e anniversaire de la fondation d'Irkoutsk, en 2008. Reprenant l'architecture en bois de Russie, le petit quartier, de la forme d'un triangle isocèle, est entièrement piéton. Dans sa partie orientale, il possède un important centre commercial. Il est érigé sur l'ancien quartier du même nom, détruit pendant la période soviétique.
Le village est entouré par plusieurs rues. À la pointe nord se trouve la rue Lénine, une des artères principales du centre historique, qui portait à l'origine le nom de Zamorskaïa puis rue de l'Amour, en l'honneur des territoires annexés lors du traité d'Aïgoun. Au sud, la rue du 3 juillet a reçu son nom en l'honneur des Journées de juillet 1917. Cette rue portait avant el nom de rue Zimne-Baïkalskaïa, soit littéralement route d'hiver du Baïkal. Dernièrement, la rue Sedova, sur le flanc nord-est du quartier, porte le nom de Gueorgui Sedov, explorateur de l'Arctique et marin russe du début du XXe siècle.

## Histoire

### Premier quartier

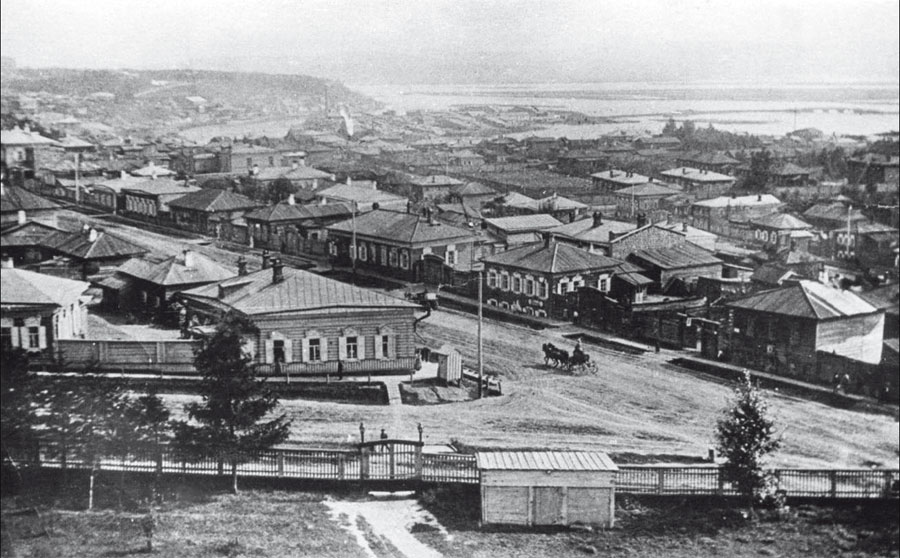
Le quartier en 1905.

Sur le territoire où se trouve aujourd'hui le 130e quartier, les habitants d'Irkoutsk ont commencé à construire des maisons dès le début du XVIIIe siècle. À cette époque, le terrain était situé à l'extérieur de la ville d'Irkoutsk et développé classifié comme rural. Le quartier se situe à côté de l'endroit de l'église de l'Élévation de la Croix, au pied de la colline de l'Élévation de la Croix.
Pendant la seconde moitié du XIXe siècle, des maisons à deux étages et les premières demeures de personnes de la classe moyenne sont apparues dans le quartier. Les façades étaient décorées de boiseries. Mais il restait alors encore principalement habité de paysans, de militaires à le retraite, de petits fonctionnaires, et même de quelques descendants de décabristes.
En 1899, selon le plan approuvé d'Irkoutsk, la zone fut absorbée au sein de la ville d'Irkoutsk, en même temps que d'autres zones alors périphériques. Tous les bâtiments étaient en bois, la zone est restée sous-développée, agissant comme banlieue pauvre. Selon le plan, la zone devait devenir un parc, mais le projet ne fut jamais approuvé.
Au début du XXe siècle, les édifices en pierres ont commencé à apparaître, avec des bâtiments de l'État, des artisans, des garnisons, des casernes, entrepôts et une usine de verres. En 1901, la première femme médecin de la ville, A. Kovriguine, s'installa dans le quartier. Puis les maisons en bois furent totalement détruites pendant la période soviétique, remplacé par des bâtiments soviétiques.

### Reconstruction
En 2008, à l'occasion du 350e anniversaire de la fondation d'Irkoutsk, il a été décidé de créer un quartier aux allures historiques sur le site de l'ancien 130e quartier pré-soviétique. Le projet, nommé Irkoutskaïa Sloboda (la Sloboda d'Irkoutsk, une sloboda étant une localité de paysans libres), devait suivre l'architecture en bois typique en Russie et plus particulièrement sibérienne, afin de redonner au quartier des allures de début du siècle.
Le plan prévoyait la création d'une rue piétonne au centre du quartier, au lieu d'être dépendant des rues Sedova et du 3 juillet. 16 bâtiments détruits par les soviétiques devaient être reconstruits à l'identique, avec aussi la construction d'autres bâtiments similaires. Le projet prévoyait que la zone soit commerciale, avec des ateliers de poterie, des boutiques de souvenirs, des cafés et des restaurants. Des hôtels, galeries d'arts, centre culturel, et une salle de spectacle de 2 000 places étaient aussi inclus, cette dernière devant être reliée par une passerelle piétonne au théâtre Zagourski, de l'autre côté de la rue Sedova. Des espaces verts étaient inclus, tout comme des pistes cyclables. La date de fin de construction était prévue en septembre 2012.
Fin mars 2010, les expropriations et la réinstallation des habitants du quartier vers d'autres quartiers a commencé. En septembre 2011, des premiers immeubles apparaissaient déjà, et il fut livré en septembre 2012, selon la date convenue,.

Travaux :
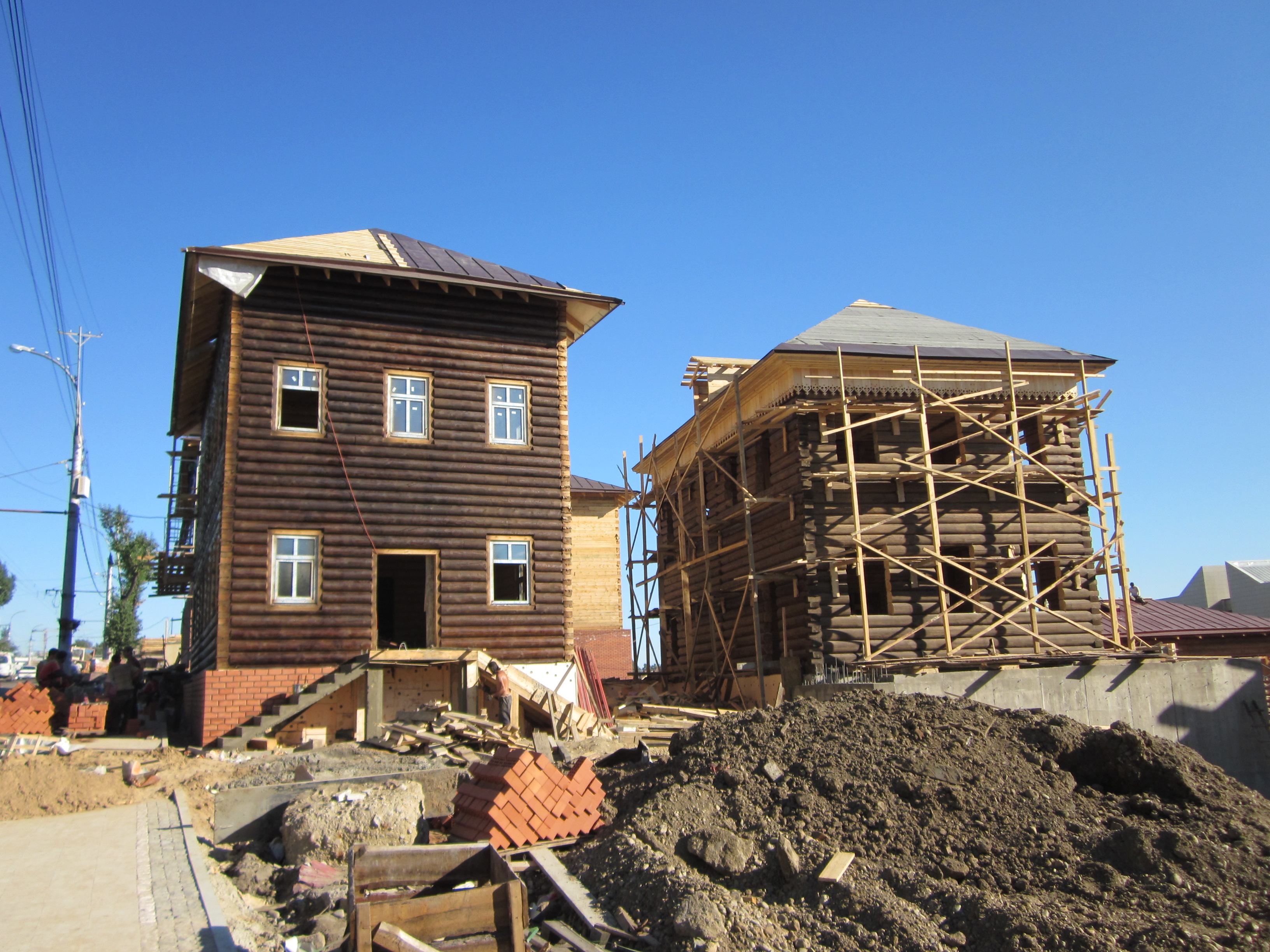
Construction de maisons en bois en août 2011.
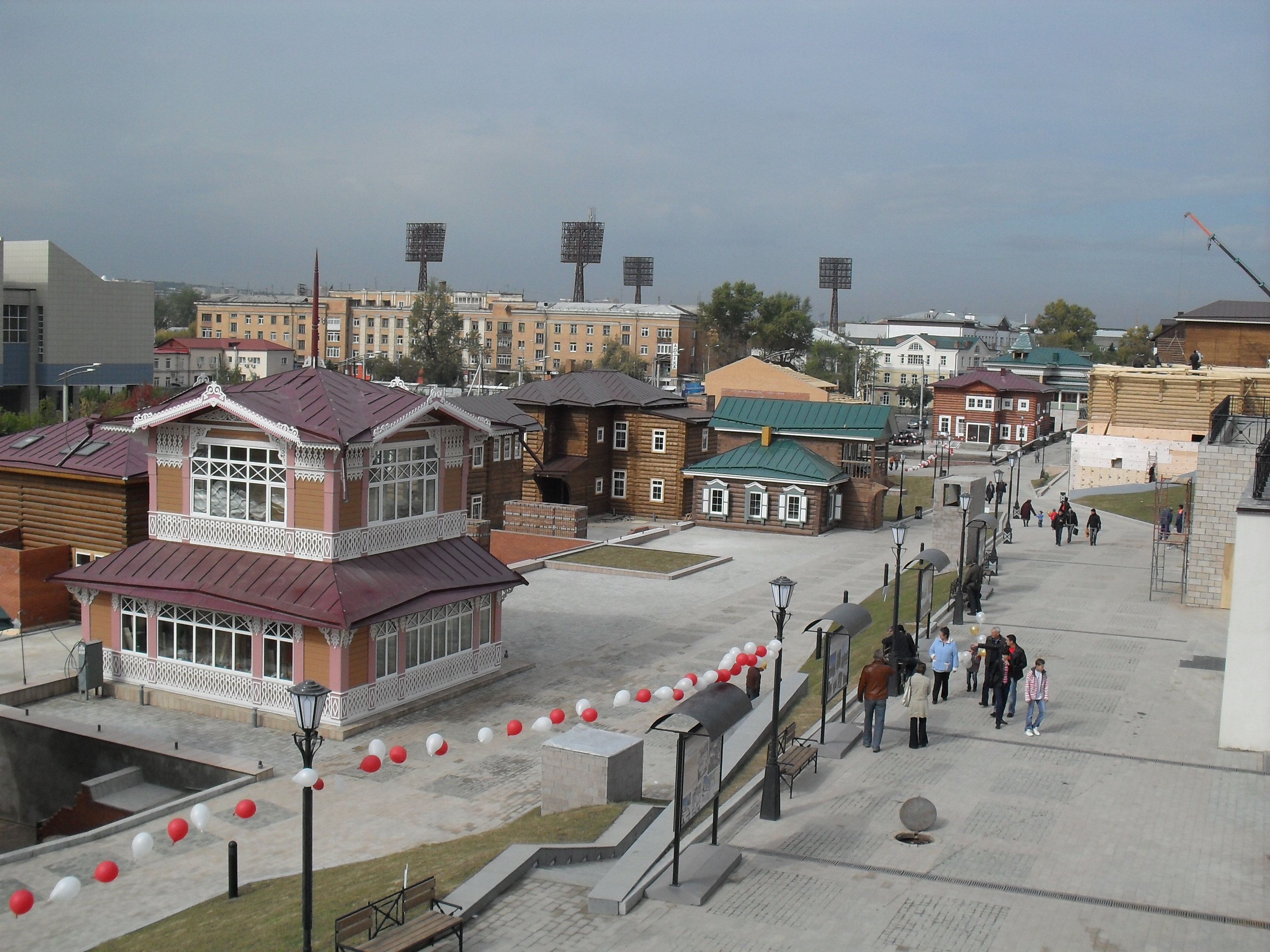
En septembre 2011
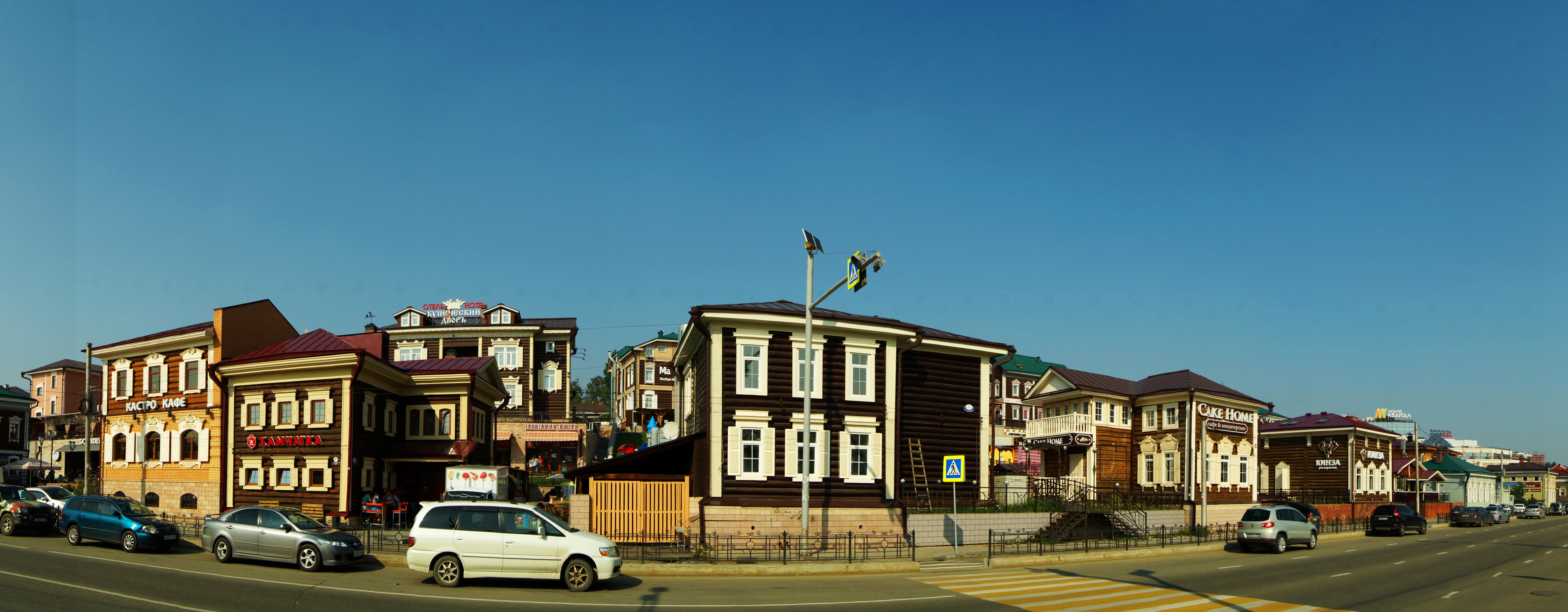
Vue après la fin des travaux.

### Postérité

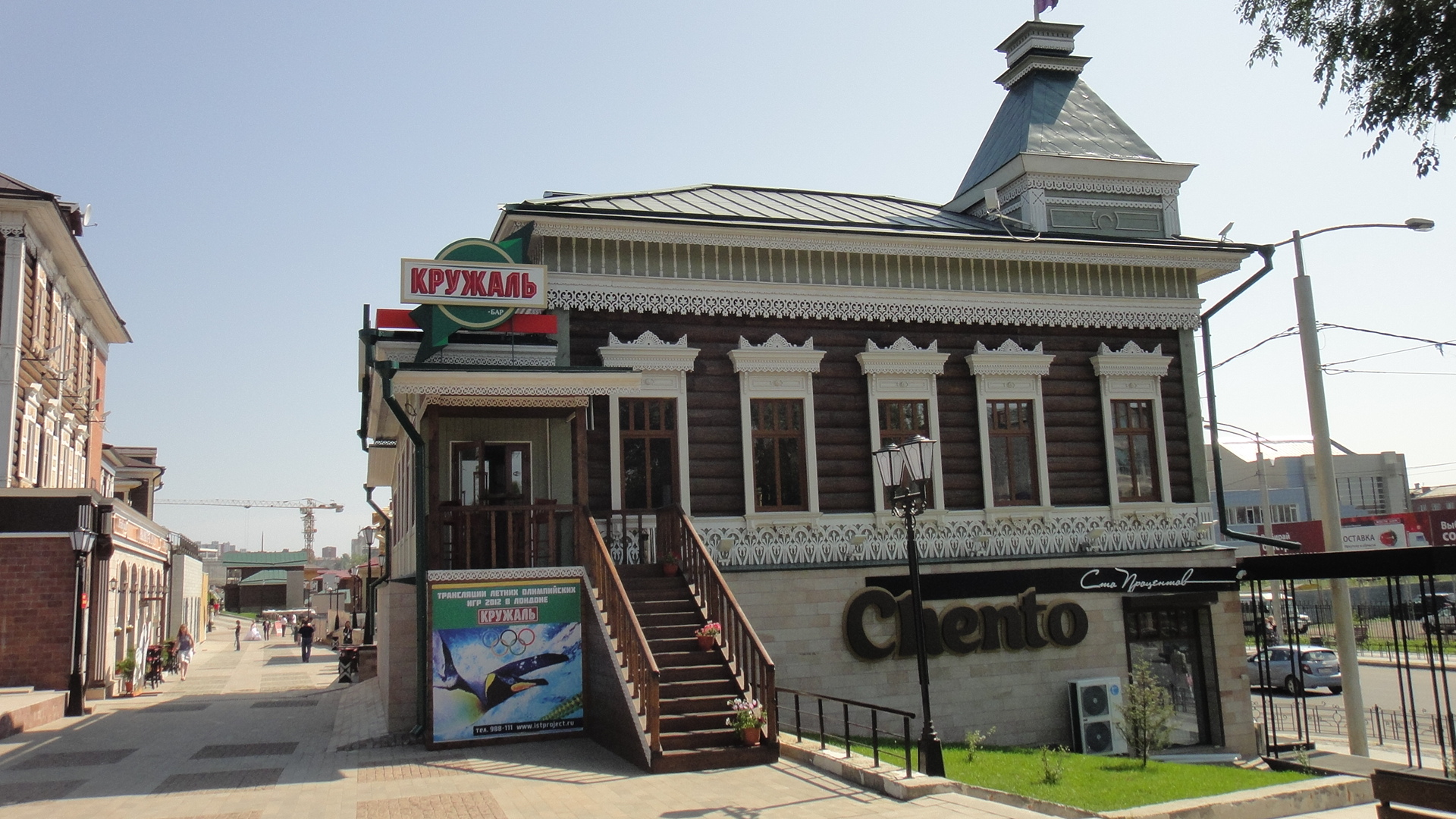
Rue piétonne (à gauche), restaurant, et rue du 3 juillet (à droite).

Irkoutsk, en achevant ce projet, rentra dans le club restreint des villes en Russie qui ont reconstruit des quartiers détruits pendant la période soviétique. La ville est déjà connue pour son centre historique, sur la liste indicative de l'Unesco depuis 1998, avec un héritage assez bien préservé. Lorsque l'on restaure en Russie, l'on restaure souvent des bâtiments (Cathédrale du Christ-Sauveur de Moscou par exemple), mais la rénovation est elle bien extrêmement rare. La ville a pu créer un nouveau lieu attractif pour ses habitants et pour ses touristes, qui est piéton, avec des connexions aux réseaux de tramway et de trolleybus de la ville. Son coût, au projet, fut de 1,5 milliard de roubles, selon la mairie d'Irkoutsk.
Ce projet à succès a encouragé la municipalité à poursuivre ses efforts en termes de restaurations, à la fois en termes de bâtiments mais aussi de quartiers. La ville souhaite ainsi reproduire le phénomène avec d'autres quartiers détruits. Selon une enquête menée auprès des lycéens de la ville, il est un des lieux de détente préférés de la ville. Irkoutsk espère obtenir des fonds fédéraux ou régionaux pour d'autres quartiers.
En 2010, le projet du 130equartier a remporté le festival russe d'architecture Zodtchestvo.
Selon Elena Grigoreveïa, architecte, développeur et parmi les conceptrice et projet du 130e quartier, le projet a pu atteindre un de ses deux objectifs, la création d'un système d'espaces publics, lieu de rencontres, de promenades, et de loisirs. Trois ans après l'ouverture, les chiffres ont même surpassé les estimations lors des études de faisabilité. Les commerces sont florissants dans le quartiers, bénéficiant du grand nombre de personnes y venant. L'attitude négative qui existait dans la ville à Irkoutsk à cause de son coût s'est dissipée.
Cependant, pour elle, la reconstruction de l'architecture en bois est plus mitigée. Seulement 7 bâtiments ont été déclaré monuments, bâtiments qui devaient être restaurés selon les plans originels, alors que 16 étaient prévus en 2008. Des technologies modernes ont été utilisée, afin de modeler les bâtiments pour de meilleurs espaces, ce qui fait que certains n'ont pu être déclaré monuments. Le projet est apprécié par la population, mais certains ont critiqué la mairie pour avoir présenté le projet comme restauration historique alors que son impact commercial (positif) n'était pas négligeable.
Des scènes du film russe Les Sapins de Noël 3 de Timur Bekmambetov y ont été filmées.